# Dionisio Mejía
Dionisio Mejía “Nicho” fue un futbolista mexicano. Durante la Copa Mundial de Fútbol de 1930 jugó contra Francia. El “Nicho” Mejía fue quien le dio el pase a Juan Carreño Sandoval para que así pudieran anotar el primer gol en Copas del Mundo de la Selección Mexicana al portero francés Augustin Chantrel.

## Selección mexicana

### Participaciones en Copas del Mundo
| Mundial                        | Sede    | Resultado    |
| ------------------------------ | ------- | ------------ |
| Copa Mundial de Fútbol de 1930 | Uruguay | Primera Fase |